# Österreichische Wasserball-Bundesliga (Damen)
Die Österreichische Wasserball-Bundesliga ist die 1. Wasserball-Bundesliga der Damen in Österreich und wird vom Österreichischen Schwimmverband organisiert. Sie wurde 2004 erste Mal ausgespielt. Der derzeitige Meister sind die Wasserballerinnen von SV Wörthersee.

## Spielmodus
Die Mannschaften spielen zwei Mal gegen die anderen Teams gegeneinander. Danach wird ein Play-off ausgetragen, das auf zwei gewonnene Spiele (best of three) ausgetragen wird. Im Halbfinale spielt das erstplatzierte Team gegen den viertplatzierte, der zweitklassierte trifft gegen den dritten. Die Sieger spielen im Finale um den Meistertitel, die Verlierer um den dritten Platz der Meisterschaft.

## Vereine
Teilnehmer der aktuellen Saison:
- WBV Pelikan Bregenz
- WBC Tirol
- SV Wörthersee Klagenfurt
- ASV Wien

## Österreichischer Wasserballmeister
Sieger der Bundesliga (ab 2002)
| 2004: ASV Wien 2005: WBC Tirol 2006: WBC Tirol 2007: WBC Tirol 2008: kein Ergebnis 2009: WBC Tirol 2010: ASV Wien | 2011: ASV Wien 2012: WBC Tirol 2013: ASV Wien 2014: kein Ergebnis 2015: ASV Wien 2016: WBC Tirol 2017: WBC Tirol | 2018: WBC Tirol 2019: SV Wörthersee 2020: aufgrund von COVID-19 abgesagt 2021: WBC Tirol 2022: ASV Wien |

## Liste der Titelträger
9 Titel
WBC Tirol: 2005–2007, 2009, 2012, 2016 bis 2018, 2021
6 Titel
ASV Wien: 2004, 2010, 2011, 2013, 2015, 2022
1 Titel
SV Wörthersee: 2019